# Воскресенья в Виль-д’Авре
«Воскресенья в Виль-д’Авре» (фр. Les dimanches de Ville d'Avray) — фильм, снятый в 1962 году режиссёром Сержом Бургиньоном. Действие происходит в предместье Виль-д’Авре. Фильм рассказывает трагическую историю юной девочки, с которой дружит невинный, но эмоционально неполноценный ветеран Индокитайской войны. Фильм основан на романе Бернара Эшассерьо, который выступил соавтором сценария.

## Сюжет
Пьер — бывший лётчик, страдающий от амнезии. Он воевал в Азии и, возможно, убил девочку при вынужденной посадке.
Он живёт с медсестрой Мадлен в предместье Парижа Виль-д’Авре, но не может вернуться к нормальной жизни.
Однажды на железнодорожной станции Пьер встречает Кибелу с отцом, который собирается отдать её в приют.
Выдавая себя за отца, Пьер забирает Кибелу из приюта по воскресениям и гуляет с ней в парке. Их отношения постепенно вызывают пересуды, доходящие и до Мадлен.
Выполняя данное Кибеле обещание, Пьер устраивает для неё Рождество: похищает ёлку, шампанское и флюгер в виде петуха с крыши церкви.
Обеспокоенная отсутствием Пьера, Мадлен сообщает об этом коллеге Бернару, а тот связывается с полицией. Полицейские убивают Пьера, когда тот подходил к спящей Кибеле с флюгером и ножом в руках.

## Съёмки
- На роль Пьера Серж Бургиньон сначала планировал Стива Маккуина, но после знакомства с Харди Крюгером изменил своё решение[1].
- В процессе съёмок между Харди Крюгером и Патрицией Гоцци установились отношения, близкие к показанным в фильме. После окончания съёмок Харди специально готовил несколько дней девочку к расставанию по просьбе её матери[2].

## Награды
- 1962 — «Лучший фильм на иностранном языке» по мнению Национального совета кинокритиков США
- 1963 — Премия «Оскар» за лучший фильм на иностранном языке
- 1963 — японская кинопремия «Голубая лента» за «Лучший фильм на иностранном языке».